# Pravastatină
Pravastatina este un medicament hipolipemiant din clasa statinelor, fiind utilizat în tratamentul anumitor tipuri de dislipidemii. Calea de administrare disponibilă este cea orală.
Molecula a fost patentată în 1980 și a fost aprobată pentru uz medical în 1989.  Este disponibil sub formă de medicament generic.

## Utilizări medicale
Pravastatina este utilizată în tratamentul unor dislipidemii și pentru prevenirea bolilor cardiovasculare (ateroscleroză, antecedente de infarct miocardic sau angină pectorală instabilă, etc).

### Dislipidemii
- Hipercolesterolemie primară
- Hiperlipidemie combinată

## Reacții adverse
Principalele efecte adverse asociate tratamentului cu pravastatină sunt: dureri musculare și articulare, greață, diaree. Un eveniment sever posibil este rabdomioliza.